# Yuandynastins stadsmurspark

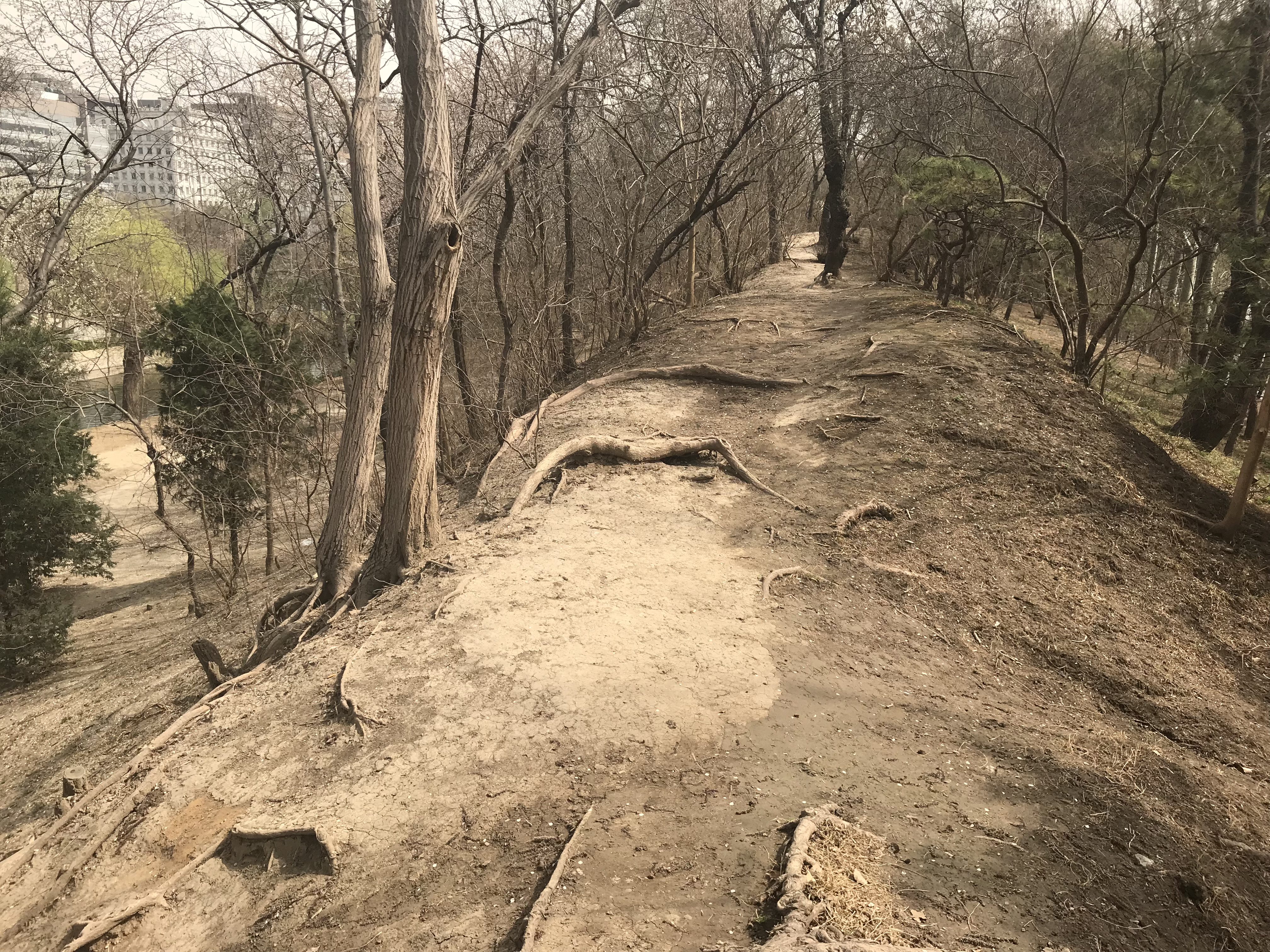
Resterna efter Pekings stadsmur från Yuandynastin i Yuandynastins stadsmurspark.

Yuandynastins stadsmurspark (元大都城垣遗址公园; Yuán Dàdū chéngyuányízhǐ Gōngyuán) eller Yuan Dynasty Capital City Wall Site Park är en park  i Peking i Kina kring de bevarade delarna av Pekings stadsmur från Yuandynastin (1279–1368).
Yuandynastins stadsmurspark sträcker sig längs den forna stadsmuren mellan norra Tredje och Fjärde ringvägen längs gatan Norr Tuchenglu (北土城路) söder om Olympiaparken och även längs Västra Tuchenglu (西土城路) i norra förlängningen av västra Andra ringvägen. 1988 blev området officiellt en park
| Pekings tunnelbana |          |                    |
|                    | Linje 10 | Jiandemen (健德门) |
|                    | Linje 10 | Mudanyuan (牡丹园) |
|                    | Linje 10 | Xitucheng (西土城) |